# Nannocharax gracilis
Nannocharax gracilis és una espècie de peix de la família dels citarínids i de l'ordre dels caraciformes.

## Morfologia
- Els mascles poden assolir 4,3 cm de longitud total.[4][5]

## Hàbitat
És un peix d'aigua dolça i de clima tropical.

## Distribució geogràfica
Es troba a Àfrica.